# هوكر سايدلي بيه.1127
الطائرة هوكر سايدلى بيه.1127 (بالإنجليزية: Hawker Siddeley P.1127)‏ أو هوكر سايدلى كستريل إف جي إيه.1 (بالإنجليزية:Kestrel FGA.1) هي طائرة تطوير وتجريب أدت إلى ظهور الطائرة هوكر سايدلي هارير أول طائرة لها القدرة على الإقلاع والهبوط العمودي/القصير (ف/ستول). تطوير الكستريل بدأ عام 1957، مستفيدة من قيام شركة بريستول للمرحكات بتطوير محرك توجيه الدفع بيجاسوس. ومع بداية يوليو 1960 بدأ برنامج الاختبارات، ومع نهاية هذة السنة نجحت الطائرة في الإقلاع والطيران العمودى. درس برنامج الاختبارات ايضَا قدرة الطائرة على خدمة من على حاملات الطائرات، فنجحت في 1963 في الهبوط على متن حاملة الطائرات الملكية آرك رويال (آر09). أول ثلاث طائرات أنتجت للاختبارات حطموا. الأولى والثالثة دمروا خلال الاختبارات، اما الأولى (XP831) دمرت عام 1963 بمعرض باريس الجوي، ولكن تم تصليحها كليًا واستخدمت مرة أخرى بالتجارب. جميع الطيارون الذين كانوا على متن الطائرات الثلاثة أثناء الحوادث نجوا.
أدت الحاجة إلى المزيد من التطوير على مشروع الهوكر سايدلى بيه.1127 كستريل إلى اشتراك كل من الولايات المتحدة، وألمانيا الغربية، ولاحقًا قامت وكالة الفضاء الأمريكية (ناسا) بعمل بعض رحلات التجارب.
نجاح تجارب الكستريل أدى إلى إلغاء مشروع هوكر سايدلى بيه.1154 عام 1965، ودخول الطائرة بطرازها بيه.1154 (سلاح الجو الملكى) الناتجة عن تجارب الكستريل إلى مرحلة الإنتاج في نفس تلك السنة. سمى هذا الطراز بهوكر سايدلى هارير (GR.1) عام 1967، ونتج عنه العديد من التطوير والطرازات وتكون عائلة طائرات هارير الناجحة والتي خدمت في العديد من دول العالم وكان أغلبها من على متن حاملات الطائرات.

## المستخدمون
المملكة المتحدة استخدمت للتجارب والاختبارات.
- مؤسسة تجارب الطائرات والأسلحة
- سلاح الجو الملكي
  - مؤسسة المقاتلات المركزية.[7]
- مؤسسة الطائرات الملكية.[7]

 الولايات المتحدة
- جيش الولايات المتحدة.[8]
- قوات الولايات المتحدة الجوية.[8]
- البحرية الأمريكية.[8]
- ناسا.[8]

 ألمانيا الغربية
- سلاح الجو الألماني (فيرماخت) [8]

## وصلات خارجية
- معلومات عن الطائرة على موقع Harrier.org.uk